# Kernascléden
Kernascléden [kɛʁnaskledɛn] est une commune française située dans le département du Morbihan, en région Bretagne.
Cette commune doit sa renommée à son église de style gothique flamboyant surnommée la « chapelle aux mille clochetons ». Des gens viennent parfois de très loin pour y admirer notamment une de ses fresques du XVe siècle représentant une danse macabre. La construction d'un édifice de cette importance dans un endroit aussi isolé n'aurait sans doute pas été rendu possible sans la volonté des Rohan, la famille princière alors la plus puissante de Bretagne après celle des ducs.

## Géographie

### Localisation
La commune de Kernascléden est située dans le quart nord-ouest du département du Morbihan. Elle appartient par ses traditions au Pays Pourlet et à la Basse-Bretagne et sur le plan administratif à la communauté d'agglomération du Pays du Roi Morvan et à l'arrondissement de Pontivy. Avec une superficie de seulement 9,26 km2, elle est la plus petite du secteur si l'on excepte la commune de Guémené-sur-Scorff. Le bourg est situé à vol d'oiseau à 12,6 km à l'est du Faouët, à 10,8 km à l'ouest de Guémené-sur-Scorff et à 29,3 km au nord de Lorient.

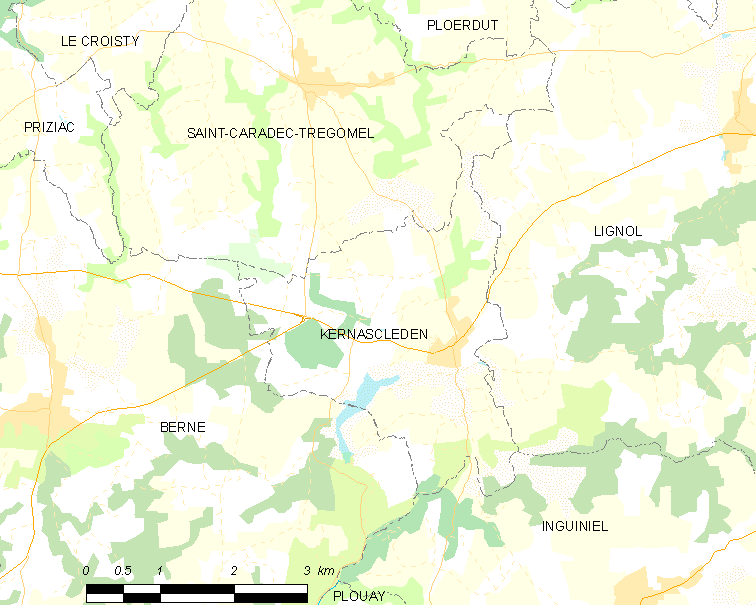
Carte de Kernascléden et des communes avoisinantes.

|       | Saint-Caradec-Trégomel |        |
| Berné | Kenascléden            | Lignol |
|       | Inguiniel              |        |

### Relief, hydrographie et morphologie urbaine
La commune est faiblement vallonnée et son territoire s'étage entre 89 m et 163 m d'altitude. La commune est entièrement située dans le bassin versant du Scorff, un fleuve côtier se jetant dans la rade de Lorient. Le cours du Scorff matérialise la limite sud de la commune et  la sépare d'Inguiniel. La commune est aussi arrosée par le ruisseau de Kerustang, un affluent du Scorff. Le bourg est de taille modeste. La commune compte, outre le bourg, une vingtaine d'écarts : Brangolo, Kerchopine, Kerbourg, Manéglau, Canquisquelen, Manério, Porh Pimpec, Guernebos, La Maison Blanche, Kerven Cleuzio, Kerven er Lann, Kerihuel, Kerlouarny, Kermaria, Kermonac'h.
| - Carte topographique de la commune de Kernascléden. |

### Hydrographie
Pour un article plus général, voir Réseau hydrographique du Morbihan.
La commune est située dans le bassin Loire-Bretagne. Elle est drainée par le Scorff, le ruisseau de Kerustang et divers autres petits cours d'eau,.
Le Scorff, d'une longueur de 79 km, prend sa source dans la commune de Ploërdut et se jette  dans le Blavet en limite de Lorient et de Lanester, après avoir traversé 18 communes. 

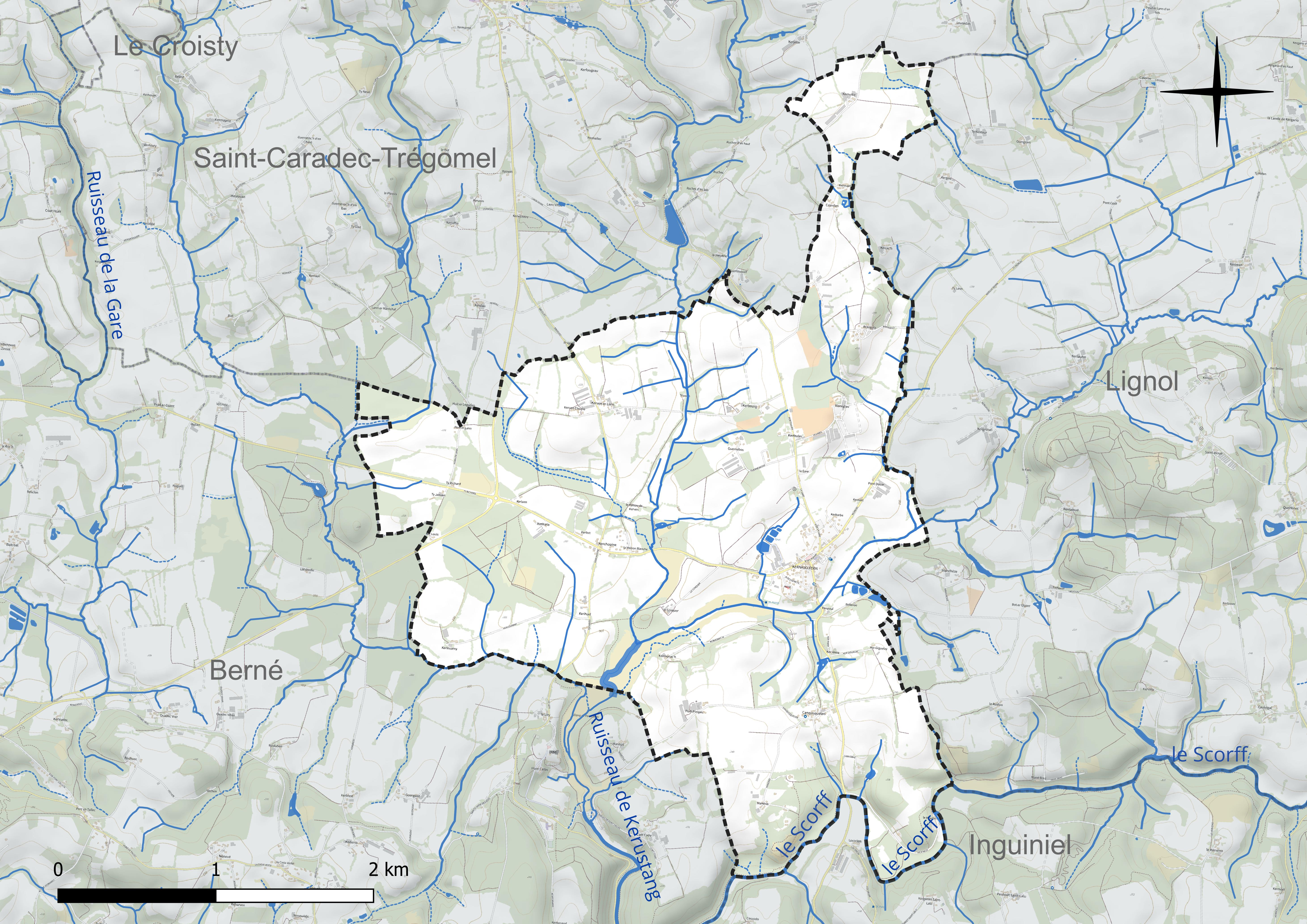
Réseau hydrographique de Kernascléden.

### Climat
Le climat de Kernascléden est un climat tempéré de type océanique. Les hivers y sont majoritairement doux (moyenne des températures (1981-2010) sur l'hiver : 9,6 °C) et assez pluvieux (moyenne pluviométrique 1981-2010) sur l'hiver : 422,4 mm).
Les étés sont doux et peu pluvieux (moyenne des températures (1981/2010) sur l'été: 21,9 °C) et peu pluvieux (moyenne pluviométrique (1981/2010) sur l'été: 191,1 mm).
Sur l'année, Kernascléden reçoit environ 1 230 mm de pluie, la température moyenne est de 11,9 °C.
Le climat qui caractérise la commune est qualifié, en 2010, de « climat océanique franc », selon la typologie des climats de la France qui compte alors huit grands types de climats en métropole. En 2020, la commune ressort du type « climat océanique » dans la classification établie par Météo-France, qui ne compte désormais, en première approche, que cinq grands types de climats en métropole. Ce type de climat se traduit par des températures douces et une pluviométrie relativement abondante (en liaison avec les perturbations venant de l'Atlantique), répartie tout au long de l'année avec un léger maximum d'octobre à février.
Les paramètres climatiques qui ont permis d’établir la typologie de 2010 comportent six variables pour les températures et huit pour les précipitations, dont les valeurs correspondent à la normale 1971-2000. Les sept principales variables caractérisant la commune sont présentées dans l'encadré ci-après.
| Paramètres climatiques communaux sur la période 1971-2000 - Moyenne annuelle de température : 11,3 °C - Nombre de jours avec une température inférieure à −5 °C : 1,2 j - Nombre de jours avec une température supérieure à 30 °C : 1,6 j - Amplitude thermique annuelle : 11,8 °C - Cumuls annuels de précipitation : 1 052 mm - Nombre de jours de précipitation en janvier : 15,4 j - Nombre de jours de précipitation en juillet : 7,8 j |

Avec le changement climatique, ces variables ont évolué. Une étude réalisée en 2014 par la Direction générale de l'Énergie et du Climat complétée par des études régionales prévoit en effet que la  température moyenne devrait croître et la pluviométrie moyenne baisser, avec toutefois de fortes variations régionales. Ces changements peuvent être constatés sur la station météorologique de Météo-France la plus proche, « Lanvenegen », sur la commune de Lanvénégen, mise en service en 1994 et qui se trouve à 16 km à vol d'oiseau,, où la température moyenne annuelle est de 12 °C et la hauteur de précipitations de 1 189,5 mm pour la période 1981-2010.
Sur la station météorologique historique la plus proche, « Lorient-Lann Bihoue », sur la commune de Quéven, mise en service en 1952 et à 25 km, la température moyenne annuelle évolue de 11,6 °C pour la période 1971-2000, à 12 °C pour 1981-2010, puis à 12,2 °C pour 1991-2020.

## Urbanisme

### Typologie
Au 1er janvier 2024, Kernascléden est catégorisée commune rurale à habitat très dispersé, selon la nouvelle grille communale de densité à sept niveaux définie par l'Insee en 2022.
Elle est située hors unité urbaine et hors attraction des villes,.

### Occupation des sols

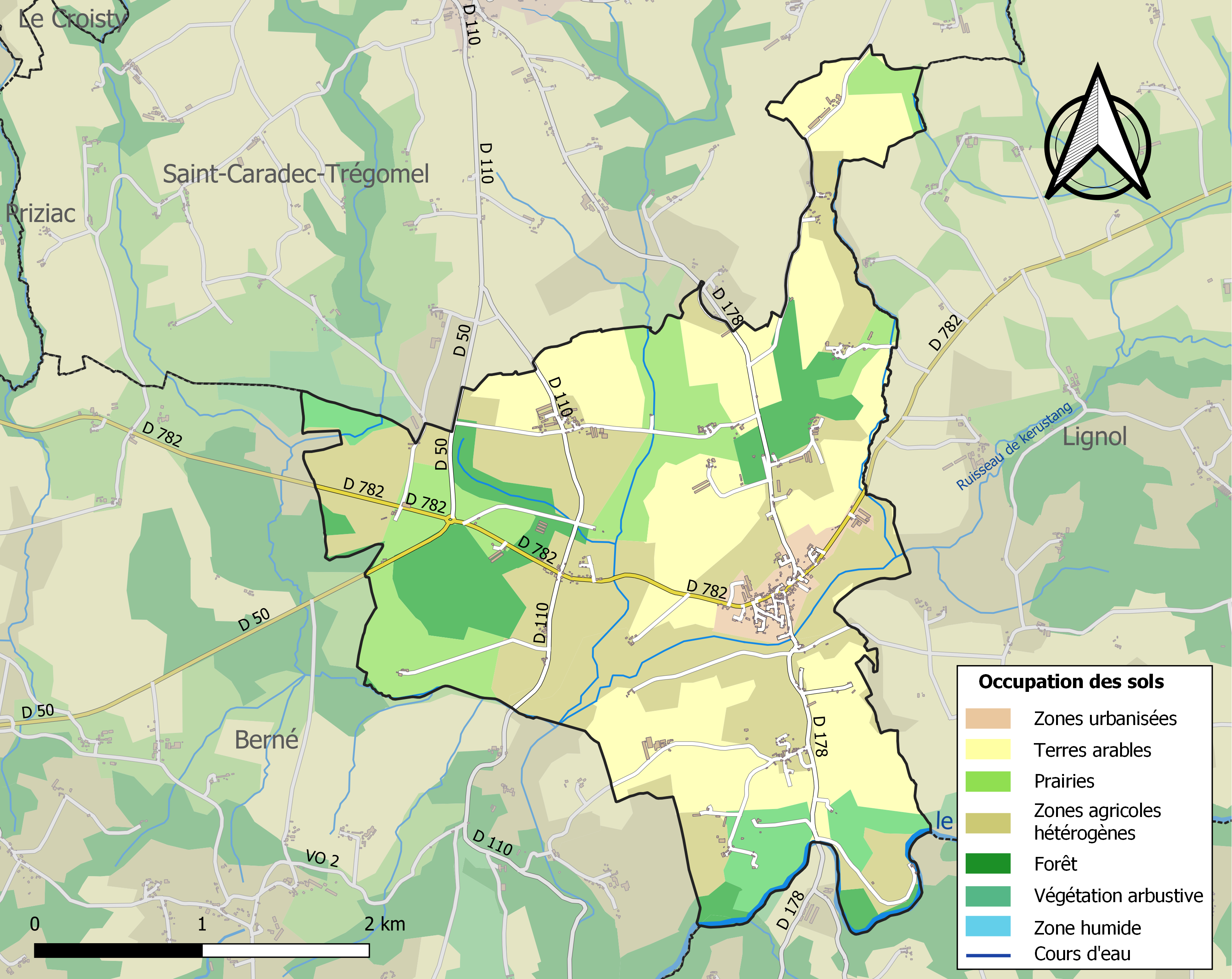
Carte des infrastructures et de l'occupation des sols de la commune en 2018 (CLC).

Le tableau ci-dessous présente l' occupation des sols de la commune en 2018, telle qu'elle ressort de la base de données européenne d’occupation biophysique des sols Corine Land Cover (CLC).
| Type d’occupation                                                                   | Pourcentage | Superficie (en hectares) |
| ----------------------------------------------------------------------------------- | ----------- | ------------------------ |
| Tissu urbain discontinu                                                             | 3,0 %       | 28                       |
| Terres arables hors périmètres d'irrigation                                         | 31,8 %      | 294                      |
| Prairies et autres surfaces toujours en herbe                                       | 14,0 %      | 129                      |
| Systèmes culturaux et parcellaires complexes                                        | 22,0 %      | 203                      |
| Surfaces essentiellement agricoles interrompues par des espaces naturels importants | 13,3 %      | 123                      |
| Forêts de feuillus                                                                  | 3,8 %       | 35                       |
| Forêts de conifères                                                                 | 6,3 %       | 58                       |
| Forêts mélangées                                                                    | 1,0 %       | 9                        |
| Landes et broussailles                                                              | 0,9 %       | 8                        |
| Forêts et végétation arbustive en mutation                                          | 4,0 %       | 37                       |
| Source : Corine Land Cover                                                          |             |                          |

## Toponymie
Le nom de la localité est attesté sous les formes Kernasteden en 1428, Kaerenascheden et Kernastreden en 1430.
Vers 1420, dans l'acte autorisant la construction de l'actuelle chapelle, ce nom est orthographié Kernasquéden. Il pourrait s'agir de la contraction de l'expression bretonne « Ker-ar-Skéden » dont la traduction en français est « village de la statue ». Autre hypothèse, il pourrait s'agir de la contraction de « Ker-an-askledenn » dont la traduction en français serait « village de l'écluse ».
Il faut retenir Ker an ascloedenn signifiant éclat de bois, référence donnée par Jean Yves Le Moing dans les noms de lieux de Bretagne. Par éclat de bois on entend plusieurs parties d'un grand bois qui furent conservées lors des grands défrichements des XIIIe et XIVe siècles.
Le nom de la localité est attesté localement sous la forme bretonne Karnasen (prononcé [ˈkaːɾnasən]).
L’orthographe bretonne du nom de la commune est Kernaskledenn.

## Histoire

### Moyen Âge
Le territoire de Kernascléden a fait partie de l'ancienne paroisse de l'Armorique primitive de Plouhaer et dépendait du doyenné de Kemenet-Héboé.
La construction à Kernascléden d'un premier sanctuaire chrétien, dédié à la Vierge Marie, fut à l'origine de la création d'un pèlerinage à une date indéterminée dans la localité. L’importance de ce pèlerinage a nécessité la construction d’un hôpital pour accueillir pèlerins et malades. Le commerce a pris un essor important et ceci a amené à la construction d’une halle où s'y tenait un marché hebdomadaire. Vers 1420, la première chapelle devenue trop petite, vu l’importance du pèlerinage, ou menaçant ruine, la famille de Rohan, propriétaire des lieux, a pris la décision de construire la chapelle actuelle. Le vicomte Alain VIII de Rohan ouvrit un chantier qui allait durer environ 44 ans. La famille de Rohan fit venir ici les meilleurs ouvriers de l’époque.
« Quand Alain de Rohan ordonna la construction de la chapelle de Kernascléden qu'il voulait dédier à la Vierge Marie, il n'y avait pas au pays une seule habitation » écrit le docteur Alfred Fouquet. Alain de Rohan donna aussi des terres pour construire et fonder un hôpital (hospice) pour les pauvres qui y affluaient.
Alain VIII mourut en 1429 et son fils Alain IX prit la suite. Mais la construction fut interrompue, à une certaine période, la famille de Rohan manquant d’argent. La consécration de l’église eut lieu le 2 septembre 1453 en présence de Mgr Yves de Pontsal, évêque de Vannes, des membres de la famille de Rohan, de nombreux autres seigneurs des environs et d'une foule certainement considérable. Postérieurement à la consécration, furent appelés les artistes pour réaliser les fresques de la voûte et les peintures murales. La construction de la nouvelle chapelle va autoriser la tenue de quatre grandes foires dans l’année. Ces foires se perpétueront jusqu'au vingtième siècle.

« Kernascléden était une simple trève au cœur du domaine des Rohan-Guémené. En 1430, le pape autorise Alain IX à y installer des chapelains. Un "hôpital" [hospice] est créé à côté de l'église, qui était un lieu de pèlerinage. La croisée est timbrée aux armes de Jean V et de Jeanne de France (décédée en 1433). Une grande inscription dans le chœur, datée de 1454, indique une dédicace par l'évêque de Vannes, Yves de Pontsal (...) ; des armoiries (Guémené, Rohan, Bretagne) aux clefs du chœur donnent les dates 1457 - 1462. »

### Temps modernes

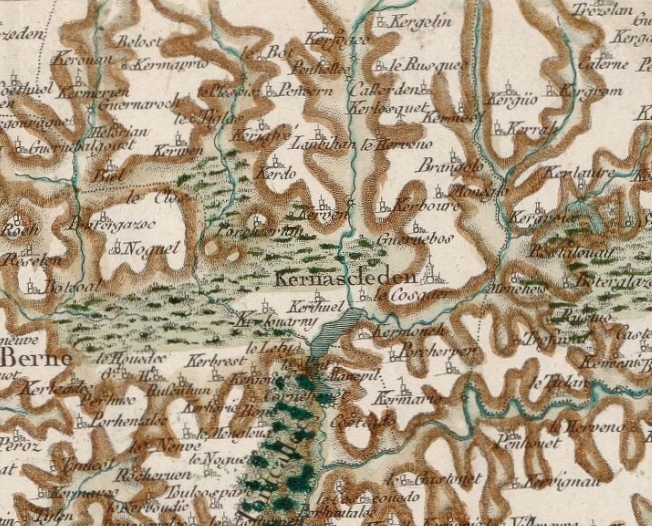
Carte de Cassini de la partie sud de la paroisse de Saint-Caradec-Trégomel (actuelle commune de Kernascléden) datant de 1789.

### LeXIXesiècle

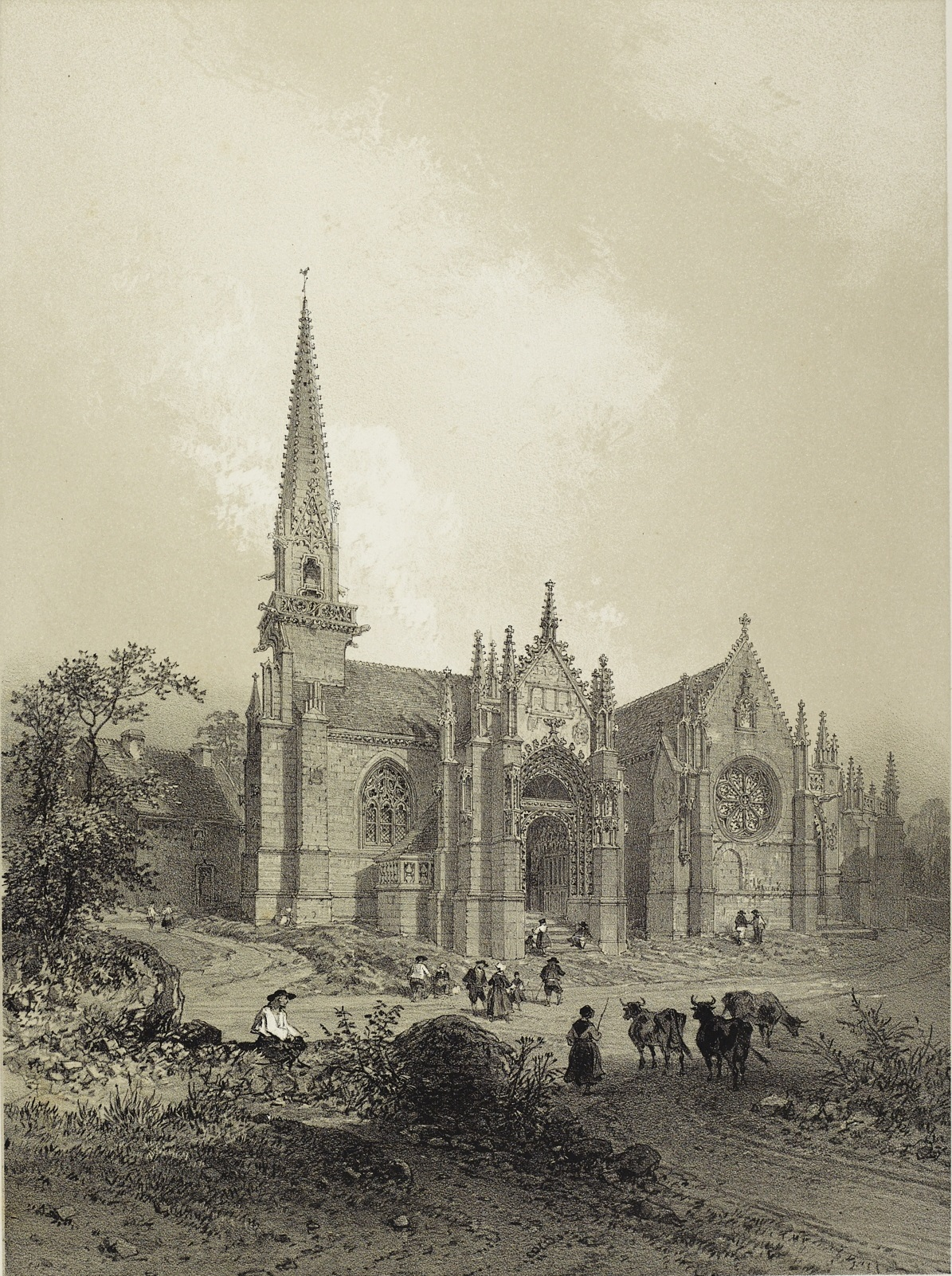
La chapelle vers 1845 avec au premier une femme conduisant des vaches.

Henri de Cossé-Brissac, qui avait hérité de son père du vaste domaine de Pontcallec, fit construire en 1860 l'école de Kermathias. Par la suite il acheta les halles et les masures qui serraient de trop près la chapelle Notre-Dame de Kernascléden et les fit raser. L'accès a l'édifice en fut ainsi facilité et l'édifice mis visuellement en valeur. Il obtint en 1874 de Monseigneur Becel, évêque de Vannes, l'érection de Kernascléden en paroisse mais ce fut un succès de courte durée. Dès 1883, Monseigneur Becel retira le privilège qu'il avait accordé et Notre-Dame de Kernascléden redevint simple chapelle tréviale. Il fut même un temps question d'ériger Kernascléden en commune par démembrement des communes de Saint-Caradec-Trégomel, Berné et Lignol. Une pétition circula en ce sens. Les habitants de Kernascléden firent valoir que 14 foires par an y avaient lieu. Mais le projet n'aboutira pas. Le conseil municipal de Berné s'y opposera fermement. Il écrira noir sur blanc : « S'opposer énergiquement à la distraction demandée qui lui parait présenter plus d'inconvénient que d'utilité pour la section de Pontcallec ».
Le 17 mars 1867 191 propriétaires et fermiers demandent dans une pétition la translation à Kernascléden du chef-lieu de la commune de Saint-Caradec avec l'adjonction de villages à distraire de Lignol et de Berné, abandonnant, face aux oppositions manifestées, leur idée première de créer une commune distincte. Parmi leurs arguments : « Kernascléden « d'un accès facile pour toute la contrée, est le siège de douze foires très suivies » (certaines instituées par lettres patentes du roi François Ier en décembre 1530), « Kernascléden a été, de l'an III à l'an XII, chef-lieu d'un canton dont dépendant Berné », « avant 1789 (...) plusieurs notaires y avaient leur résidence », l'église classée monument historique, la présence d'une « école gratuite de filles, desservie par trois religieuses » et l'engagement de M. de Brissac « de doter Kernascléden des édifices qui lui manquent, de fournit un nouveau cimetière et de restaurer le presbytère » ; le commissaire enquêteur préconise plutôt la création d'une nouvelle commune à Kernascléden et le maintien de la commune de Saint-Caradec qui aurait encore 900 habitants et une superficie de 1 650 hectares. Mais finalement le projet n'aboutit pas à cette époque et il a fallu attendre 1955 pour voir la création de la commune de Kernascléden.
Le 13 décembre 1876 la foudre tomba sur le clocher de Notre-Dame de Kernascléden ; celui-ci fut complètement renversé et ses débris, projetés dans tous les sens, abattirent les clochetons et endommagèrent les sculptures. Les travaux de reconstruction  commencèrent en 1877 grâce à des crédits accordés par le ministère des Beaux-Arts et celui des Cultes après des démarches effectuées notamment par le comte Albert de Mun, ancien député.
Un décret du président de la République en date du 23 janvier 1883 annule le décret du 16 août 1874 qui avait érigé l'église Notre-Dame de Kernascléden en église succursale et dissous son conseil de fabrique ; la gestion de la dite église sera désormais assuré par le conseil de fabrique de celle de Saint-Caradec-Trégomel ; l'exercice public du culte n'y est désormais autorisé que comme chapelle de secours et sous la direction du curé de Saint-Caradec-Trégomel.

### LeXXesiècle

#### La Belle Époque
Au début du XXe siècle « Tous les paroissiens parlant la langue bretonne, on ne prêche qu'en breton ». 
Vers 1900, treize foires étaient organisées chaque année à Saint-Caradec-Trégomel, dont douze à Kernascléden. Par exemple en 1905  la grande foire, dite des "Étrennes", se déroula par un froid glacial, mais l'ordre ne fut pas troublé, même si « les jeunes gens des deux sexes étaient particulièrement npmbreux, car c'était le jour de la grande promenade des conscrits de toutes les communes du canton ».

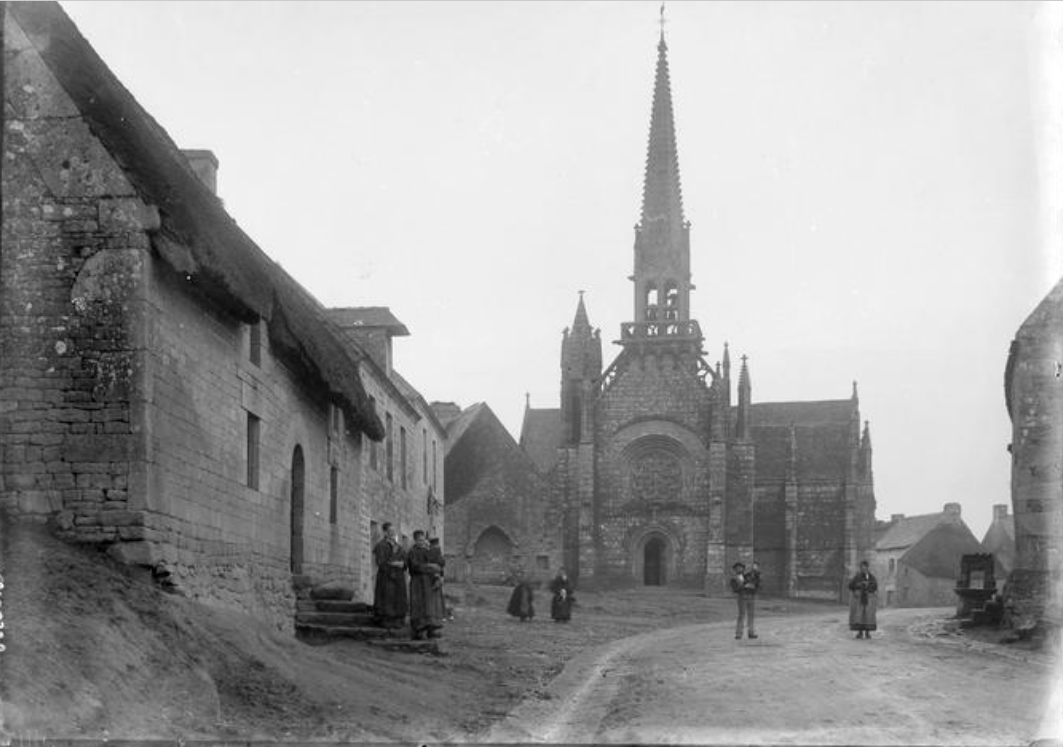
Le bourg de Kernascléden vers 1910.

Une section électorale est créée en 1905 à Kernascléden, au sein de la commune de Saint-Caradec-Trégomel.
Kernascléden, jusqu'alors simple trève de Saint-Caradec-Trégomel, est érigé en paroisse indépendante en 1908. En octobre 1911 le Conseil général du Morbihan se plaint de l'état de délabrement des monuments classés de Kernascléden et de Saint-Fiacre (en Le Faouët) : « Deouis vingt ans rien n'a été fait à Kernascléden » ; il invite le sous-secrétaire d'État aux Beaux-Arts à « prendre d'urgence toutes les mesures pour préserver les incomparables richesses accumulées dans ce coin du pays breton » ; des travaux d'urgence sont effectués en 1912 sur la toiture grâce à des crédits consentis par le budget des Beaux-Arts.

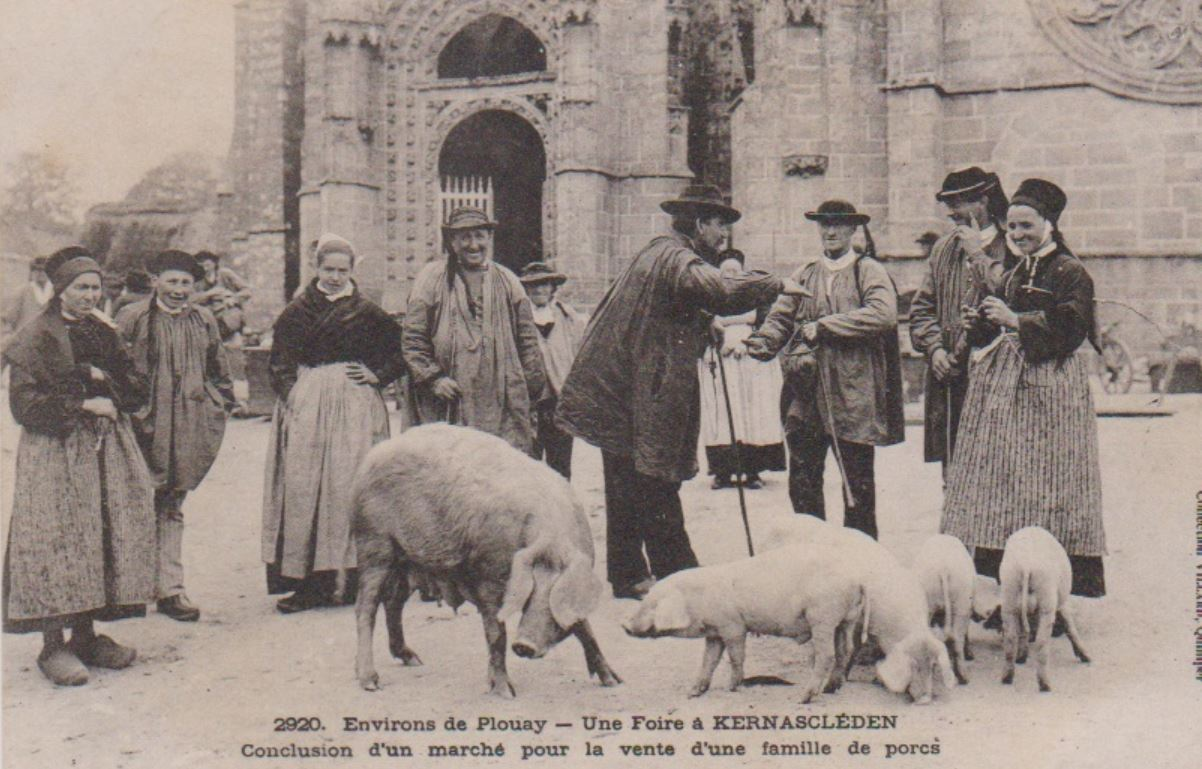
conclusion d'un marché pour la vente d'une famille de porcs au bourg de Kernascléden vers 1900 (carte postale ancienne).
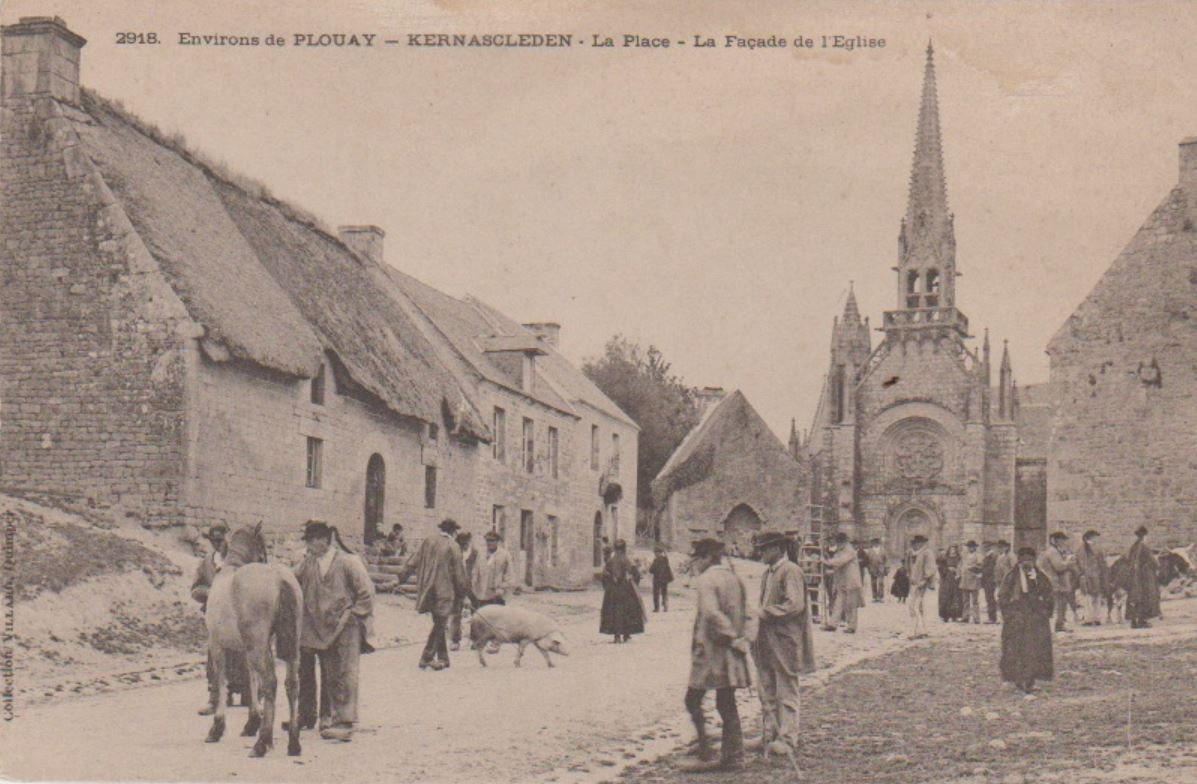
Le bourg de Kernascléden et son église vers 1900 un jour de foire (carte postale Villard).
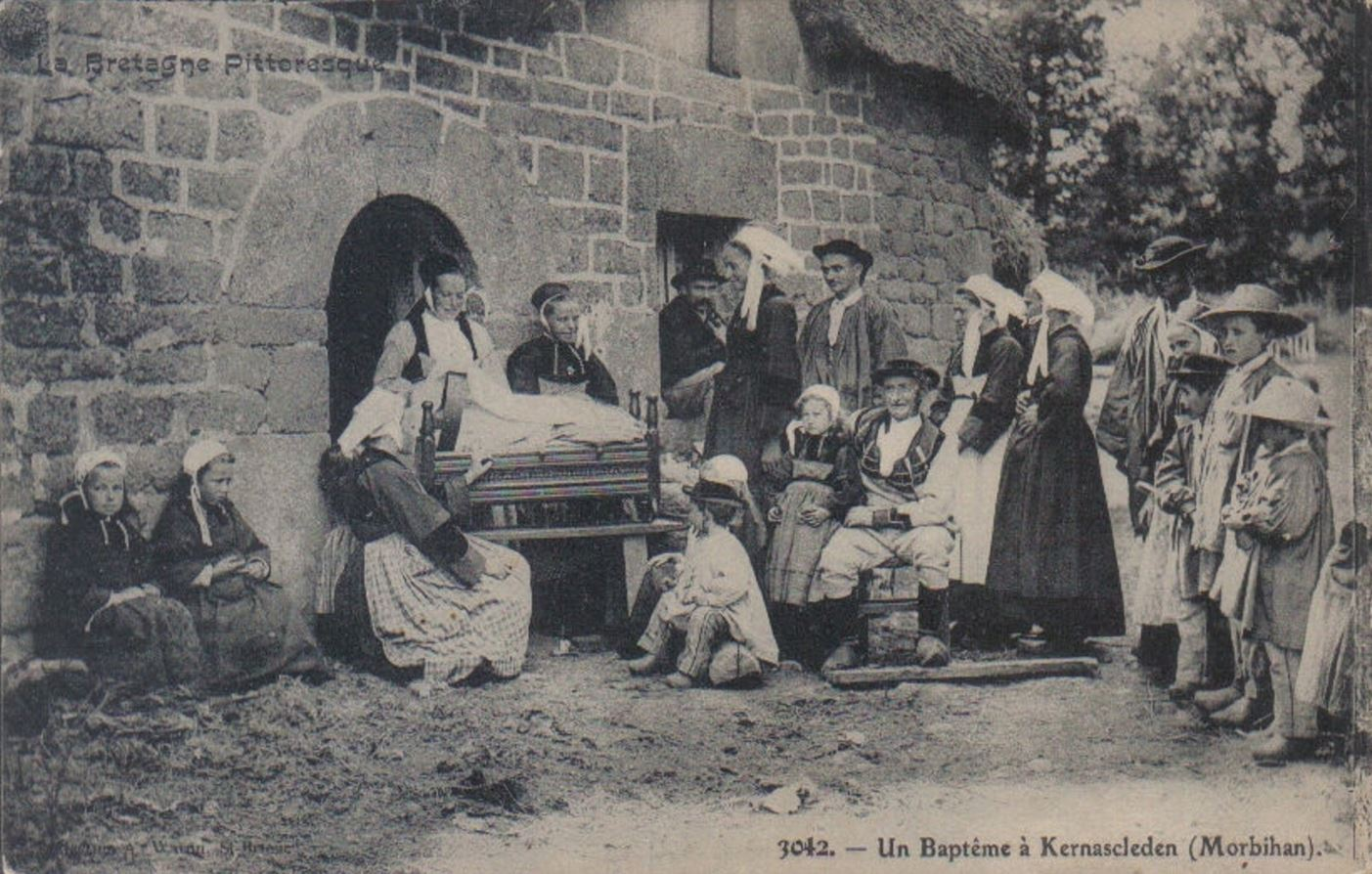
scène de baptême à Kernascléden vers 1900 (carte postale A.Waron).
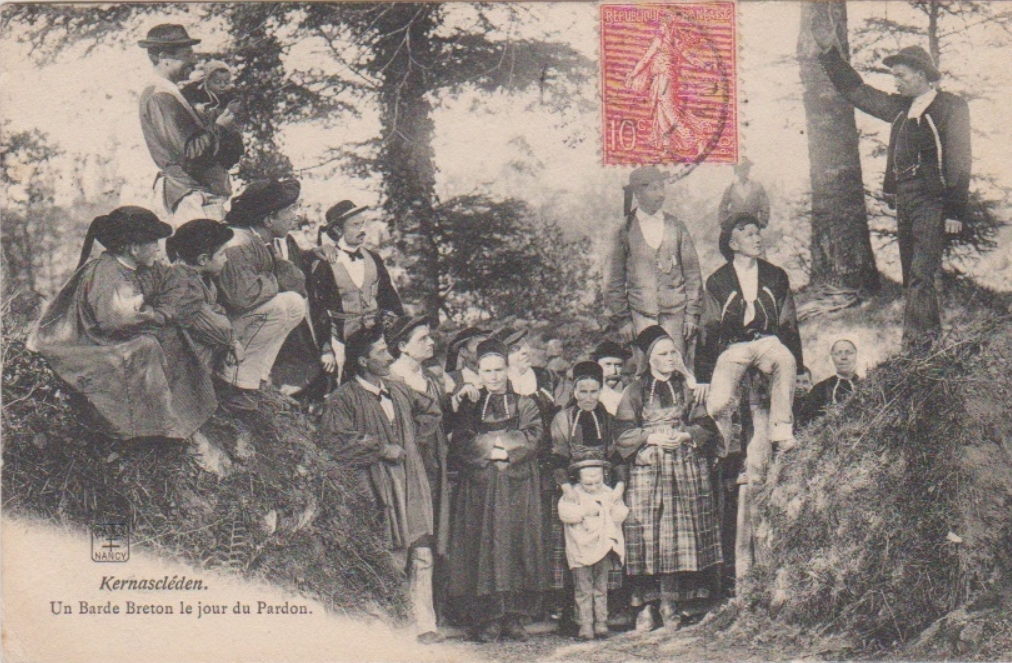
Barde breton apostrophant la foule (carte postale éditée à Nancy).

Un bureau de poste auxiliaire est créé à Kernascléden en 1913.

#### La Première Guerre mondiale
Le monument aux morts de Kernascléden porte les noms de 32 soldats morts pour la France pendant la Première Guerre mondiale ; parmi eux Mathurin Le Vouédec est mort le 27 avril 1915 lors du naufrage du croiseur cuirassé Léon  Gambetta et Joseph Le Doujet le 19 juillet 1917 lors du naufrage de l'Eloby ; Joseph Rousselot est tué ä l'ennemi en 1917 dans l'actuelle Macédoine du Nord et Louis Nicolas est mort le 30 avril 1918 des suites de ses blessures reçues lors de la bataille du Mont Kemmel en Belgique ; tous les autres sont morts sur le sol français, dont Louis Le Doujet, tué à l'ennemi le 7 août 1916 lors de la Bataille de la Somme, décoré de la Médaille militaire et de la Croix de guerre.

#### L'Entre-deux-guerres
Entre 1906 et 1939 Kernascléden disposa d'une halte ferroviaire sur la ligne à voie métrique des Chemins de fer du Morbihan allant de Guémené-sur-Scorff à Meslan. Cette halte était située à environ 300 mètres au nord du bourg de Kernascléden (lieu-dit actuel "La Gare").
En 1928 une célèbre guérisseuse qui vivait près de la gare de Kernascléden fit l'objet de poursuites judiciaires pour « exercice illégal de la médecine ».

#### La Seconde Guerre mondiale
Le monument aux morts de Kernascléden porte les noms de 8 personnes mortes pour la France pendant la Seconde Guerre mondiale ; parmi ces victimes, Ernest Le Bray, Joseph Le Gouanvic et Désiré Le Liboux sont des soldats tués au printemps 1940 lors de la Bataille de France ; Joseph Tanguy, mort en 1940 en Allemagne et Joseph Charles, mort en captivité au stalag III-A en Allemagne le 3 novembre 1942 ; Louis Le Gouanvic (tué en 1943 à Lanester) est une victime civile de la guerre ; Jean Le Bomin, résistant FFI, fusillé le 1er juillet 1944 à Lignol ; Alexandre Le Gouallec, soldat du 432e régiment de pionniers, est mort le 21 avril 1945 en Autriche .
Le monument aux morts, en forme de Croix de Lorraine, est adossé au mur du cimetière ; deux stèles en forme de tombes sont à proximité, de part et d'autre, l'une avec l'inscription "1914-1918", l'autre avec l'inscription "1939-1945". La partie centrale porte l'inscription « Ici repose un inconnu tué par les Allemands en juin 1944 ». Cet inconnu a été tué à Persquen le 23 juin 1944 en même temps que Jean Mathurin Le Bouin, les deux corps ayant été découverts dans une fosse près de la gare de Lignol.
Le 13 février 1943, l’école privée Sainte-Jeanne d’Arc de Lorient a été évacuée au camp scolaire de Kernascléden. Des enfants de réfugiés dont les familles étaient accueillies dans le domaine de Pontcallec (en Berné) furent également scolarisés à Kernascléden en 1943-1944.

#### L'Après Seconde Guerre mondiale
Émile Perico, soldat originaire de Kernascléden, est mort pour la France le 16 juin 1947 pendant la Guerre d'Indochine et C. Hellfouarch pendant la Guerre d'Algérie.
Kernascléden accède à l'indépendance communale le 7 juin 1955.

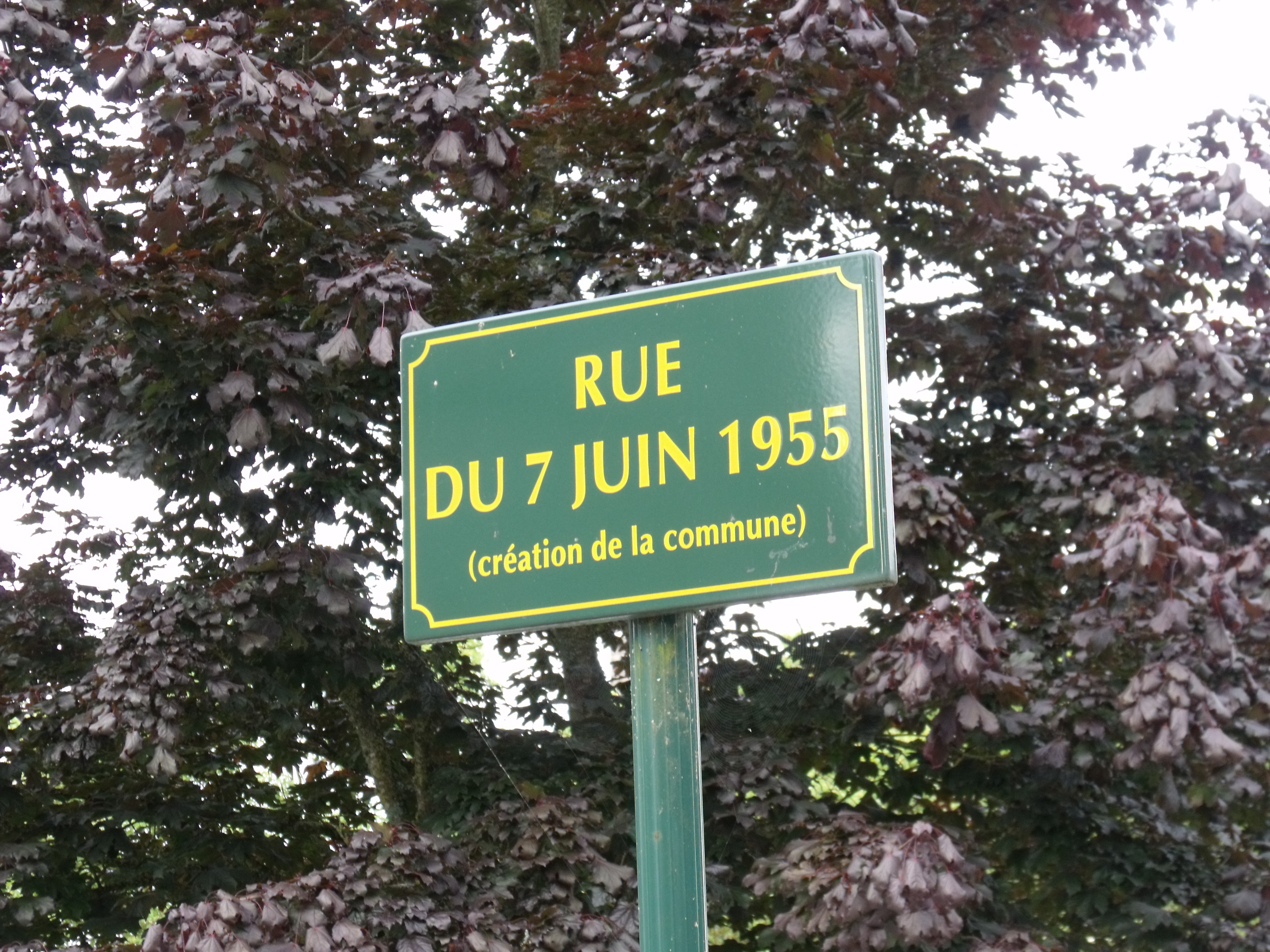
Rue du 7 juin 1955, date de création de la commune.

### LeXXIesiècle

#### La fermeture des écoles et des commerces
Le faible nombre d'enfants scolarisés a entraîné la fermeture de l'école privée Kermathias à la rentrée de septembre 2015 (fondée en 1860, Kermathias a compté jusqu'à 300 élèves) ; déjà l'école publique avait fermé une quinzaine d'années auparavant.
L'ancienne école publique, restaurée, est devenue le "Pôle 3R" (Réseau Relais Ressources), un centre abritant des scientifiques étudiant les chauves-souris.
En 2024 la commune ne dispose plus d'aucun commerce (la supérette la plus proche se trouve à Meslan, distant de plus de 8 kilomètres) en dehors d'un institut de beauté; 3 artisans y résident (un électricien, un peintre-plâtrier et un plombier).

## Blasonnement
|  | Les armoiries de Kernascléden se blasonnent ainsi : Ecartelé : au premier d'azur aux trois chevrons d'argent, au deuxième d'or aux trois macles de gueules, au troisième d'or aux trois mouchetures d'hermine de sable, au quatrième d'azur à la bande ondée d'argent ; sur le tout de gueules à la chapelle du lieu d'argent essorée et maçonnée de sable. |

## Politique et administration
| Période                                  | Période     | Identité              | Étiquette | Qualité             |
| ---------------------------------------- | ----------- | --------------------- | --------- | ------------------- |
| mars 1989                                | 25 mai 2020 | Jean-Jacques Tromilin |           | Conseiller général. |
| 25 mai 2020                              | En cours    | Christophe Cararic    |           |                     |
| Les données manquantes sont à compléter. |             |                       |           |                     |

## Démographie
L'évolution du nombre d'habitants est connue à travers les recensements de la population effectués dans la commune depuis 1962. Pour les communes de moins de 10 000 habitants, une enquête de recensement portant sur toute la population est réalisée tous les cinq ans, les populations de référence des années intermédiaires étant quant à elles estimées par interpolation ou extrapolation. Pour la commune, le premier recensement exhaustif entrant dans le cadre du nouveau dispositif a été réalisé en 2006.

En 2022, la commune comptait 418 habitants, en évolution de +3,47 % par rapport à 2016 (Morbihan : +3,82 %, France hors Mayotte : +2,11 %).
| 1962 | 1968 | 1975 | 1982 | 1990 | 1999 | 2006 | 2011 | 2016 |
| ---- | ---- | ---- | ---- | ---- | ---- | ---- | ---- | ---- |
| 480  | 468  | 468  | 434  | 382  | 355  | 379  | 434  | 404  |

| 2021 | 2022 | - | - | - | - | - | - | - |
| ---- | ---- | - | - | - | - | - | - | - |
| 407  | 418  | - | - | - | - | - | - | - |

## Lieux et monuments

### Patrimoine religieux
- Église Notre-Dame de Kernascléden : c'est un édifice en granite construit dans le style propre au gothique flamboyant. La chapelle est entièrement voûtée de pierres, a un plan en croix terminé par un chevet plat. Elle est classée au titre des monuments historiques avec :
  - à l'extérieur, le magnifique chevet plat, le « porche des Hommes » et le « porche des Dames » supportant chacun un gâble délicatement dentelé d'une profondeur leur permettant d'abriter les statues des saints autrefois polychromes. Ces entrées annexes sont situées en façade sud de l'édifice (les femmes, séparées des hommes pendant la messe, se tenaient au fond de la nef avec les enfants), devant un espace destiné aux grandes foires et fêtes du canton. La multitude de pinacles sommant contreforts et autres éléments verticaux est à l'origine du surnom de « chapelle aux mille clochetons ». Le clocher proprement dit, aux dimensions modestes, se trouve dans le même plan que la sobre façade ouest.
  - à l'intérieur, une des deux[56] fresques de la Bretagne représentant une danse macabre persiste et souligne encore le traumatisme de la grande peste de 1356 ; elle se composait à l'origine de 31 personnages (l'Ankou, 15 vifs et 15 morts) auxquels on a ajouté, peints à l'écart, un prédicateur et un mort jouant de la trompette. Cette œuvre peut être datée de la construction de l'église, c'est-à-dire du milieu du XVe siècle et est la seule dans la région à être accompagnée, sur un mur voisin, d'une représentation de l'enfer, particulièrement évocatrice et effrayante pour des fidèles de la fin du Moyen Âge ; fresques d'anges musiciens et d'apôtres recouvrant les voûtes de la nef et du chœur, scènes de la vie de la Vierge et de celle de Jésus scandent piliers et parois.

- Plusieurs éléments du décor peint ont été recopiés au milieu du XXe siècle et seront, peut-être, réinstallés dans le Musée des monuments français rénové de la Cité de l'architecture et du patrimoine (Palais de Chaillot, Paris).
Selon plusieurs historiens de l'architecture, cette église serait de l'architecte ayant conçu la chapelle Saint-Fiacre, près de la petite ville voisine du Faouët.

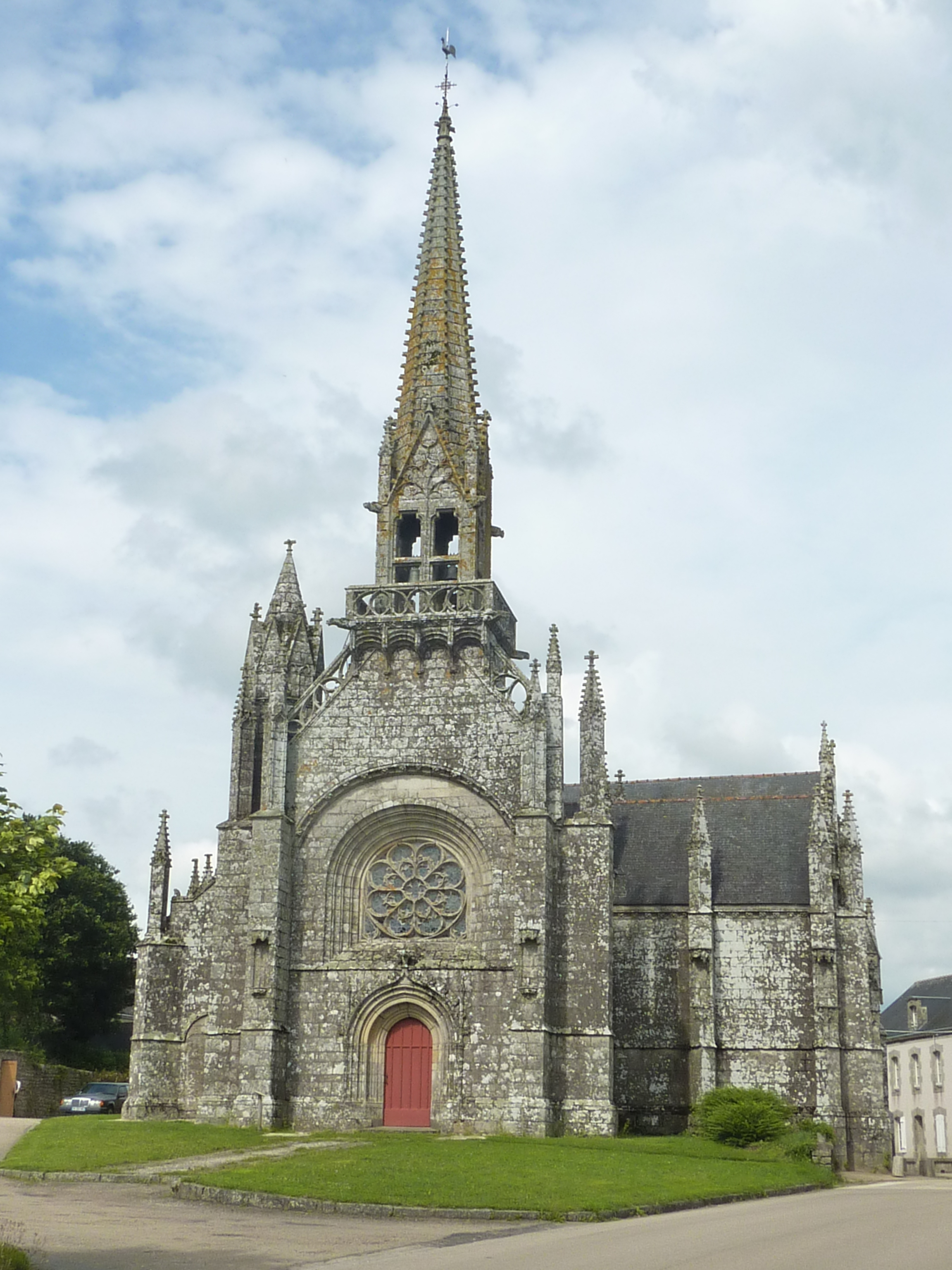
Église Notre-Dame de Kernascléden : la façade et le clocher.
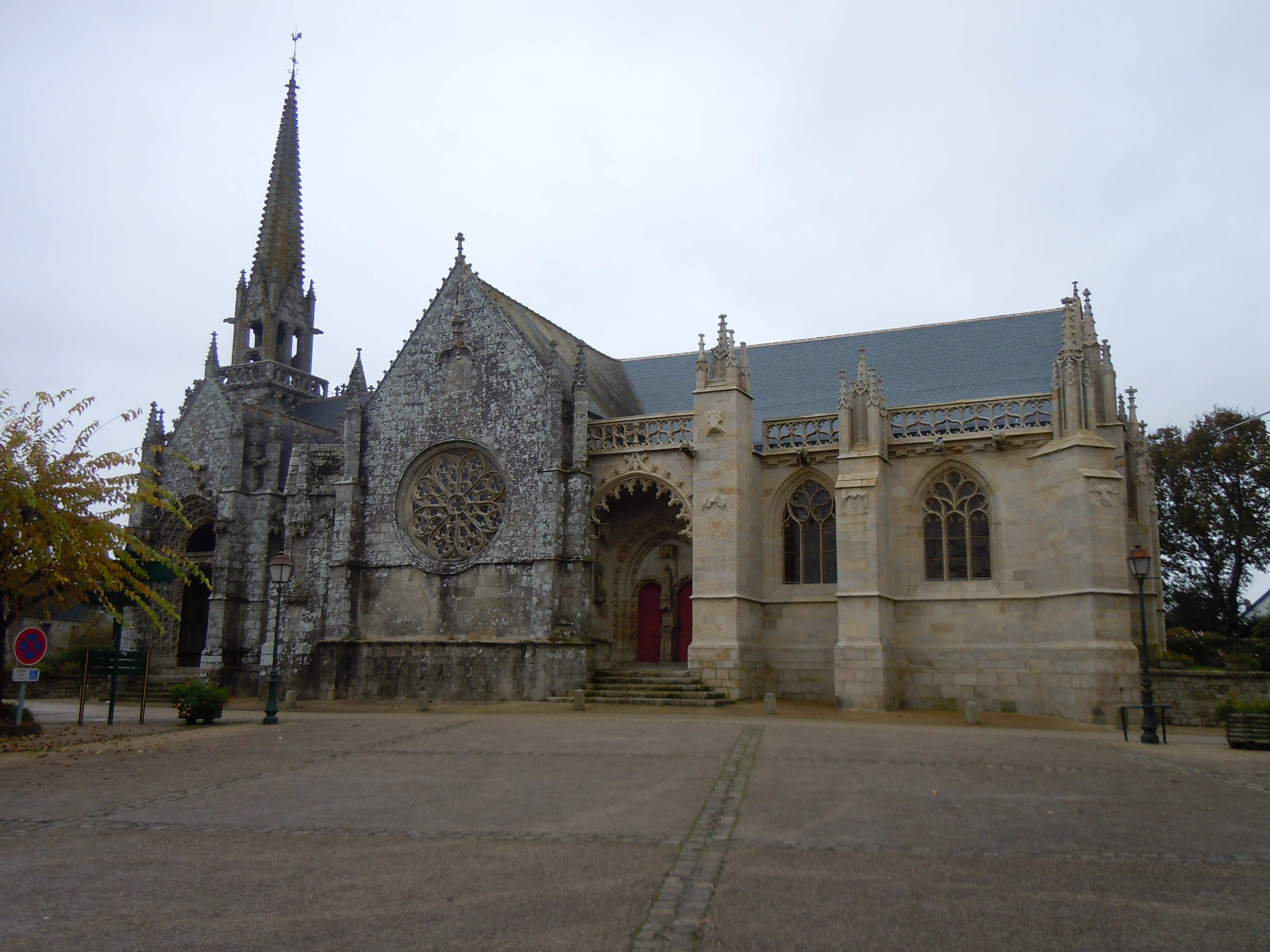
Église Notre-Dame de Kernascléden : vue du sud.
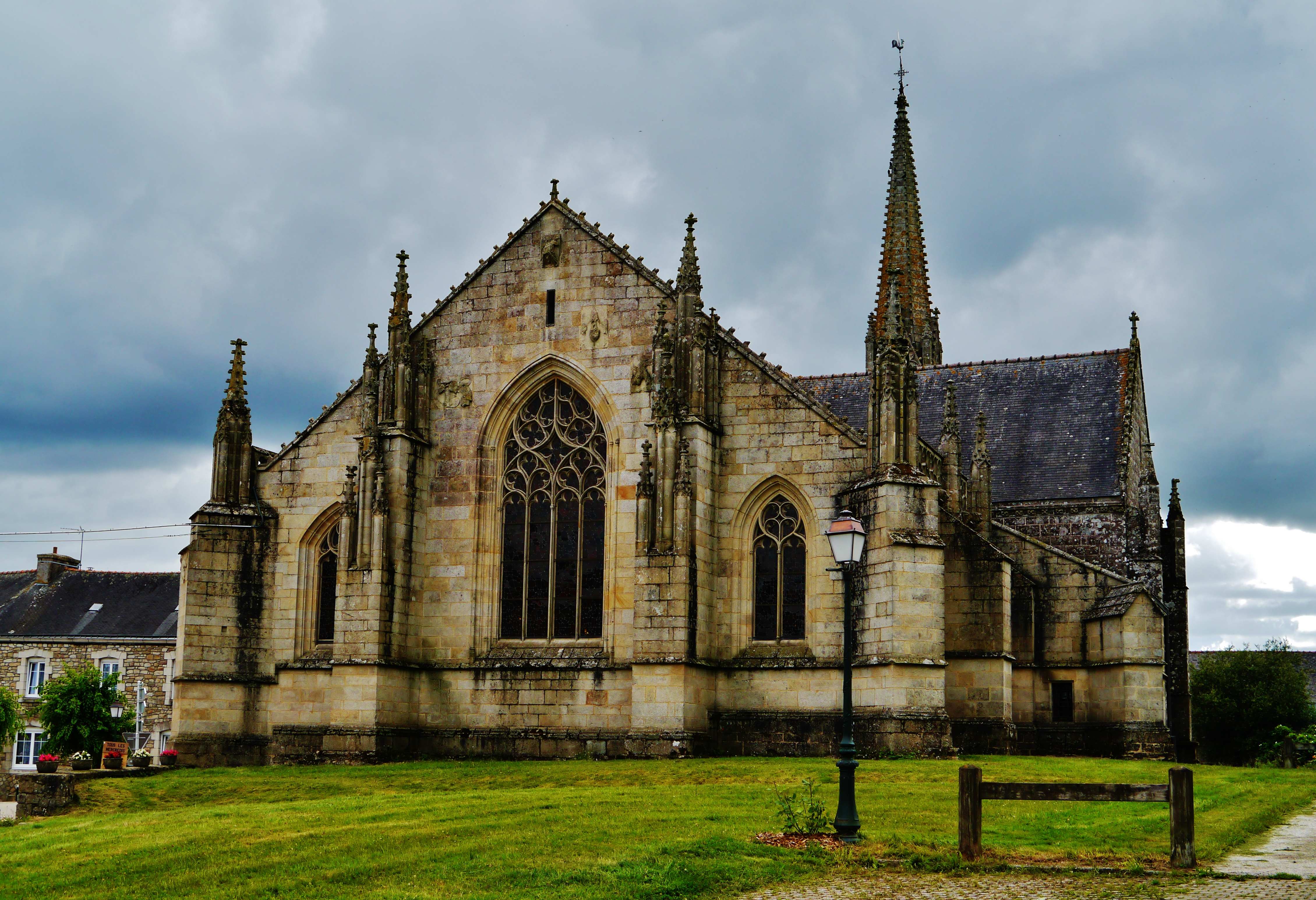
Église Notre-Dame de Kernascléden : vue de l'est.
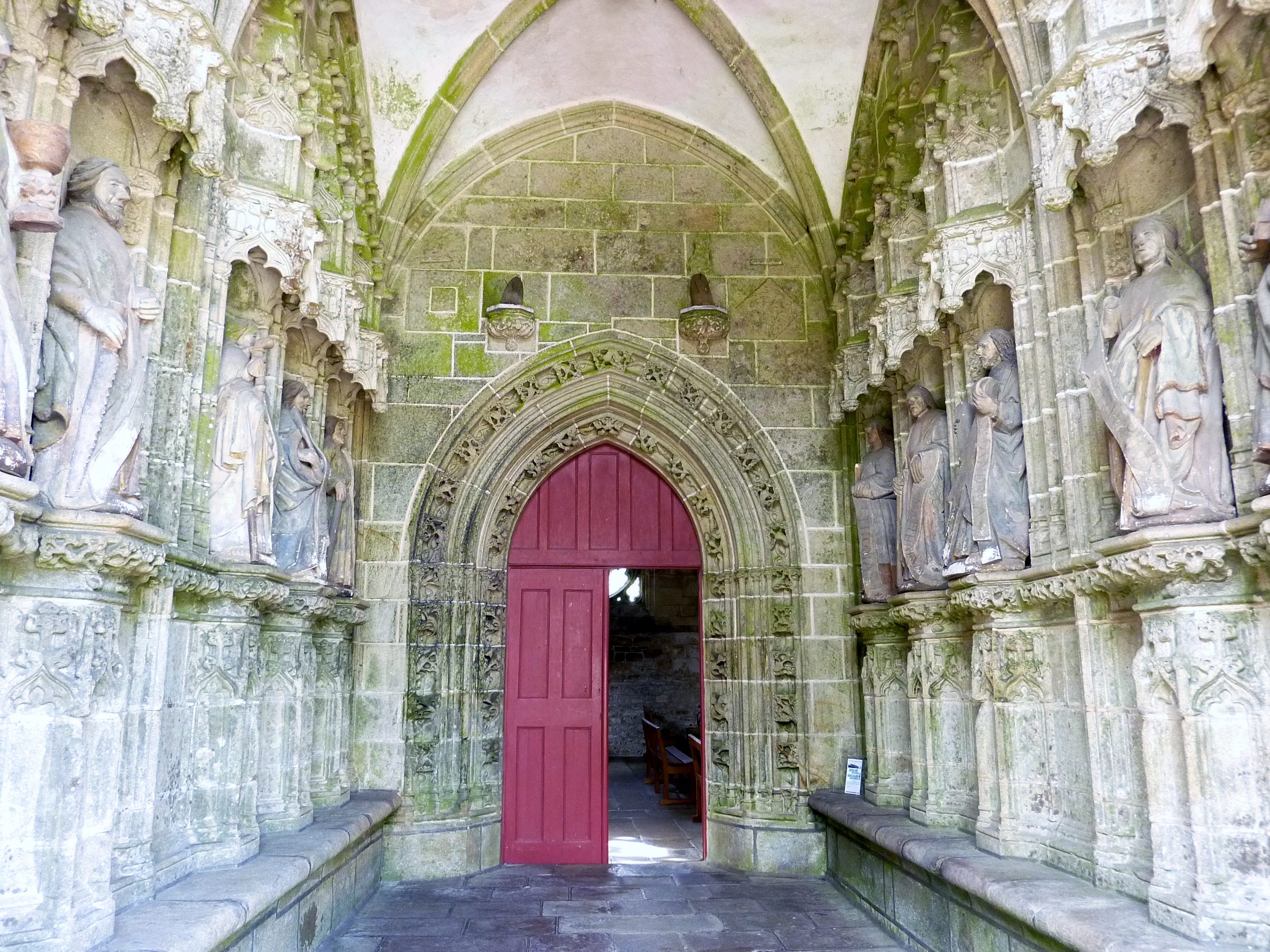
Église Notre-Dame de Kernascléden : porche sud (porche des dames), statues des apôtres.
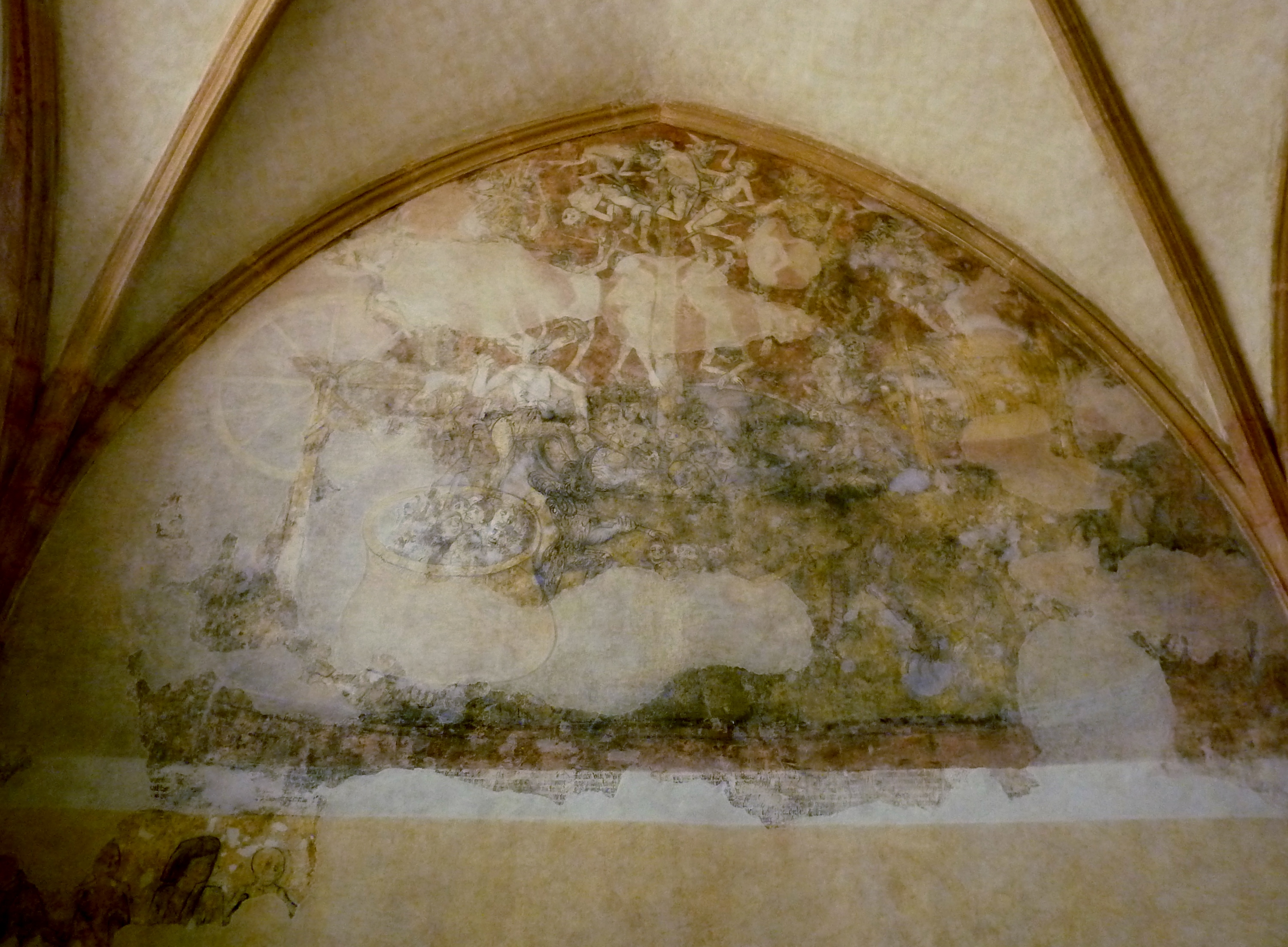
Église Notre-Dame de Kernascléden : reste de fresque (danse macabre).
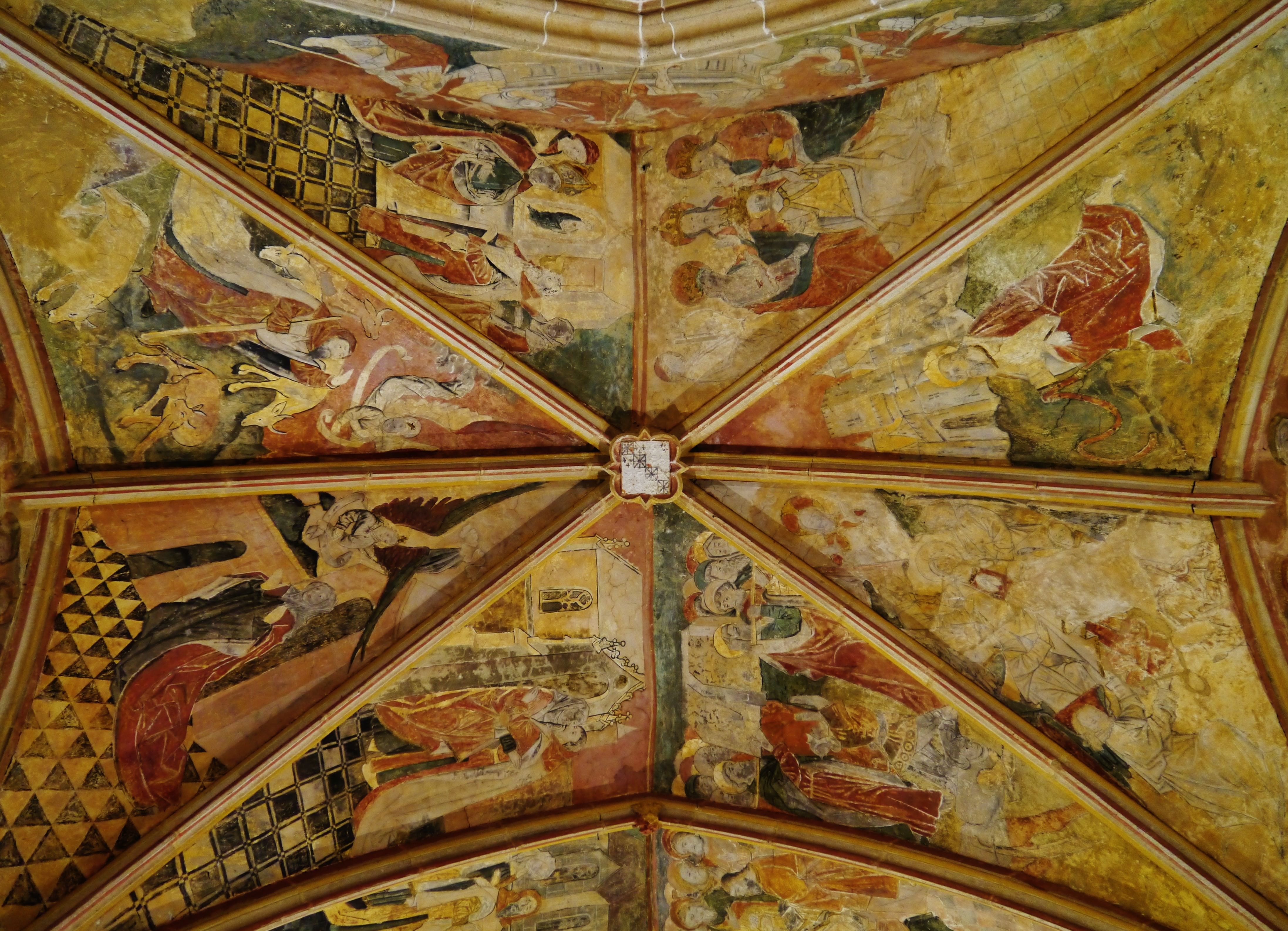
Église Notre-Dame de Kernascléden : fresques de la voûte (vue partielle).
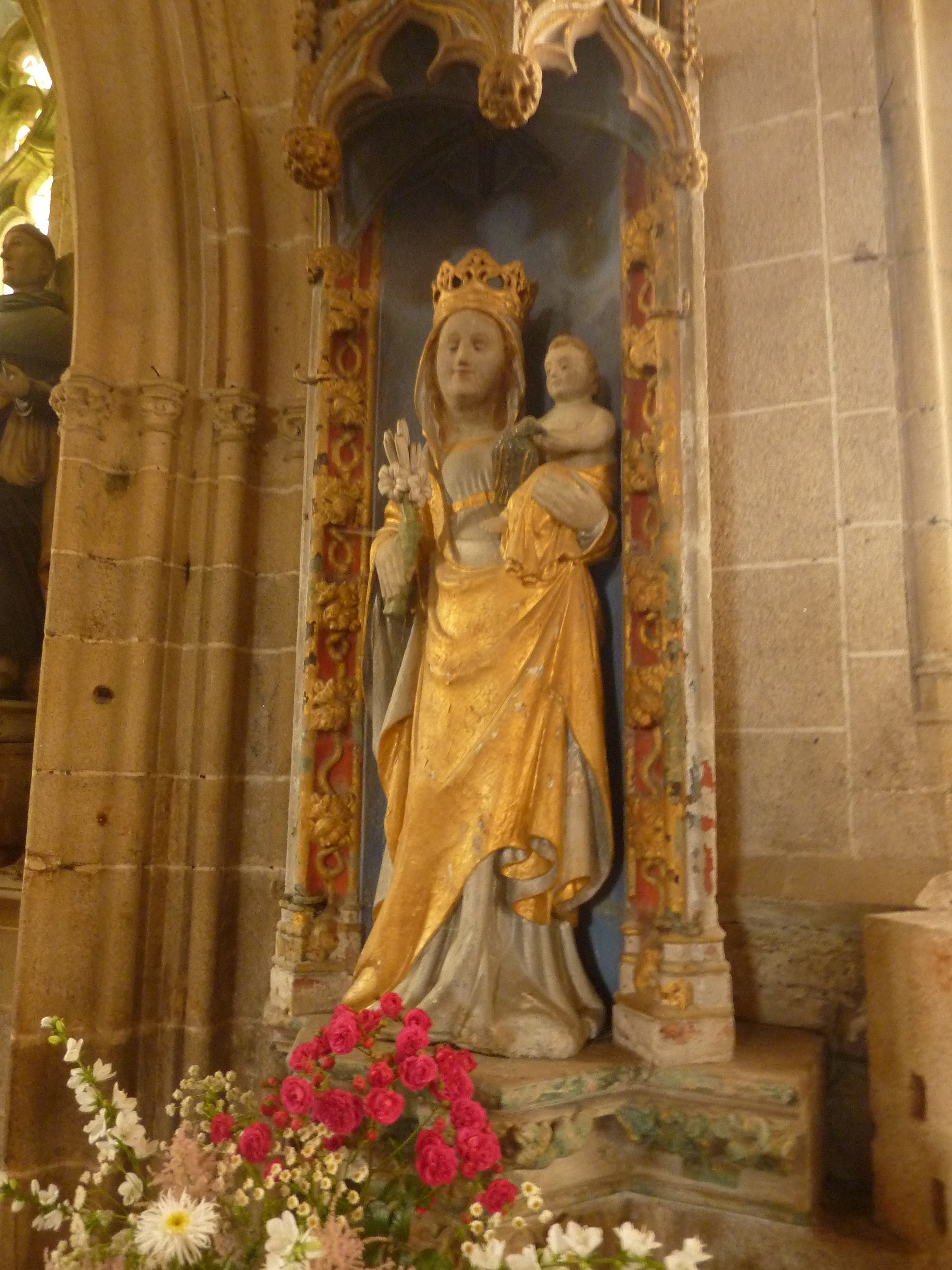
Statue de Notre-Dame de Kernascléden (Vierge à l'Enfant).
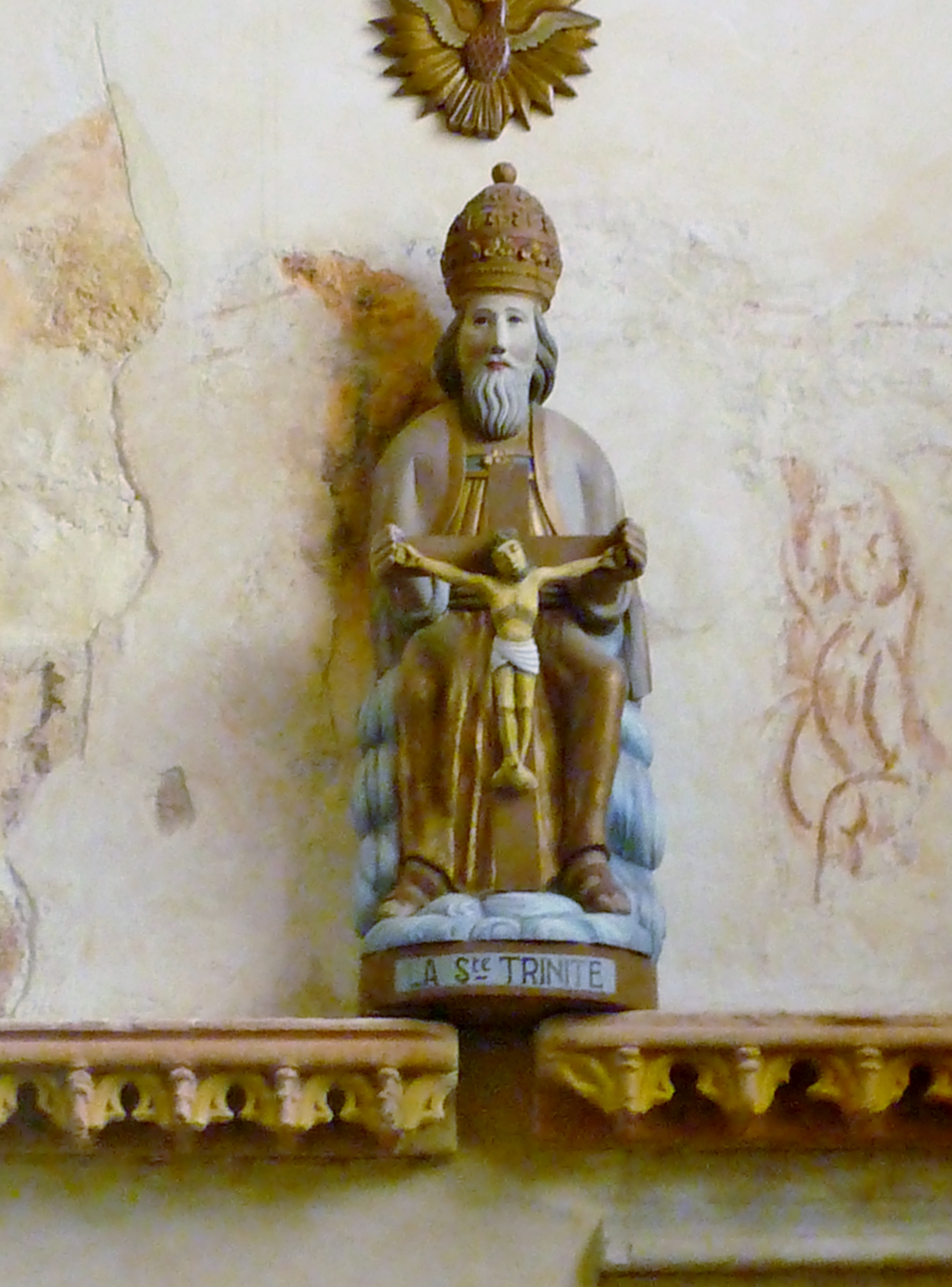
Église Notre-Dame de Kernascléden : groupe statuaire de la Sainte Trinité.
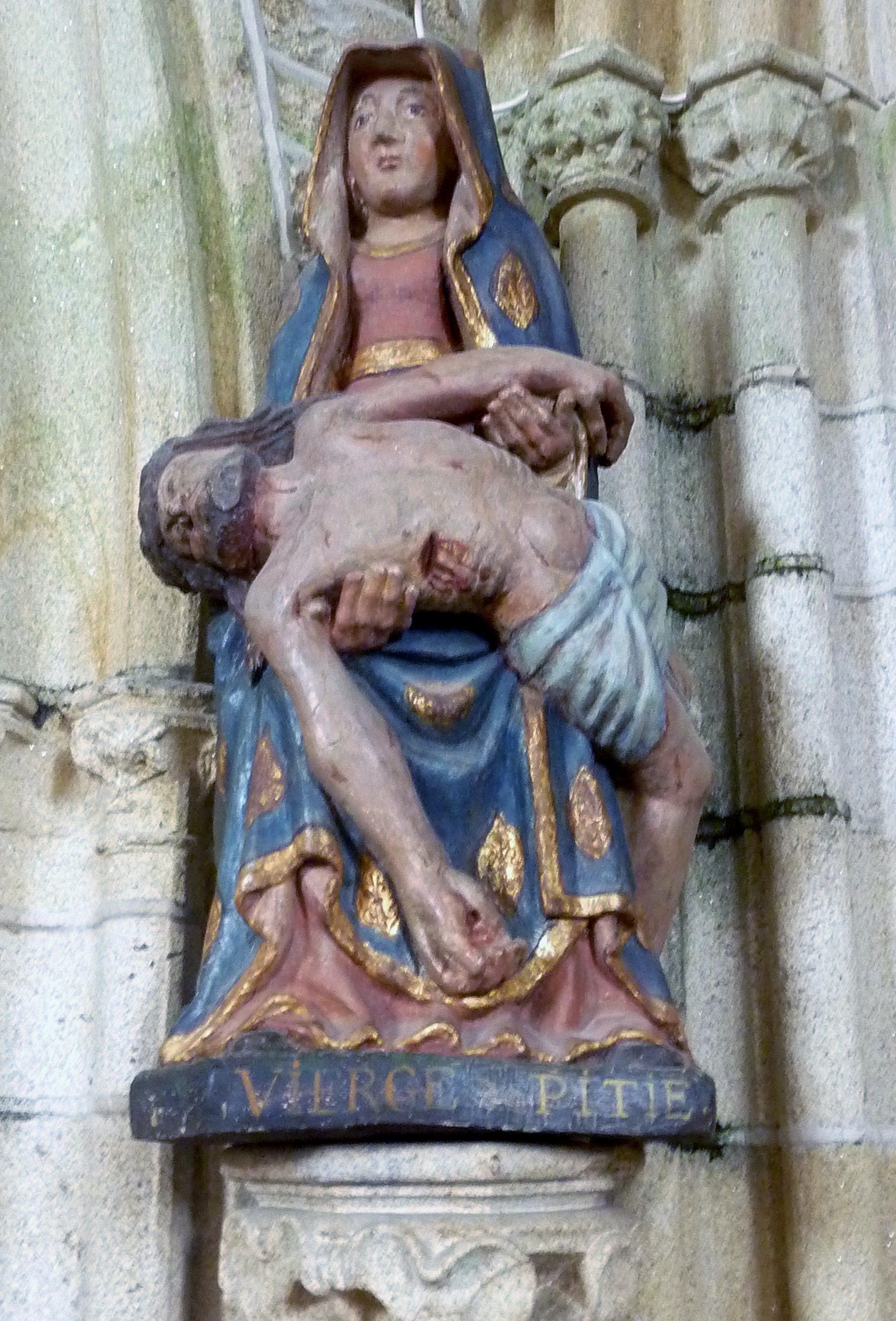
Église Notre-Dame de Kernascléden : piétà.

- Croix de cimetière de Kernascléden.

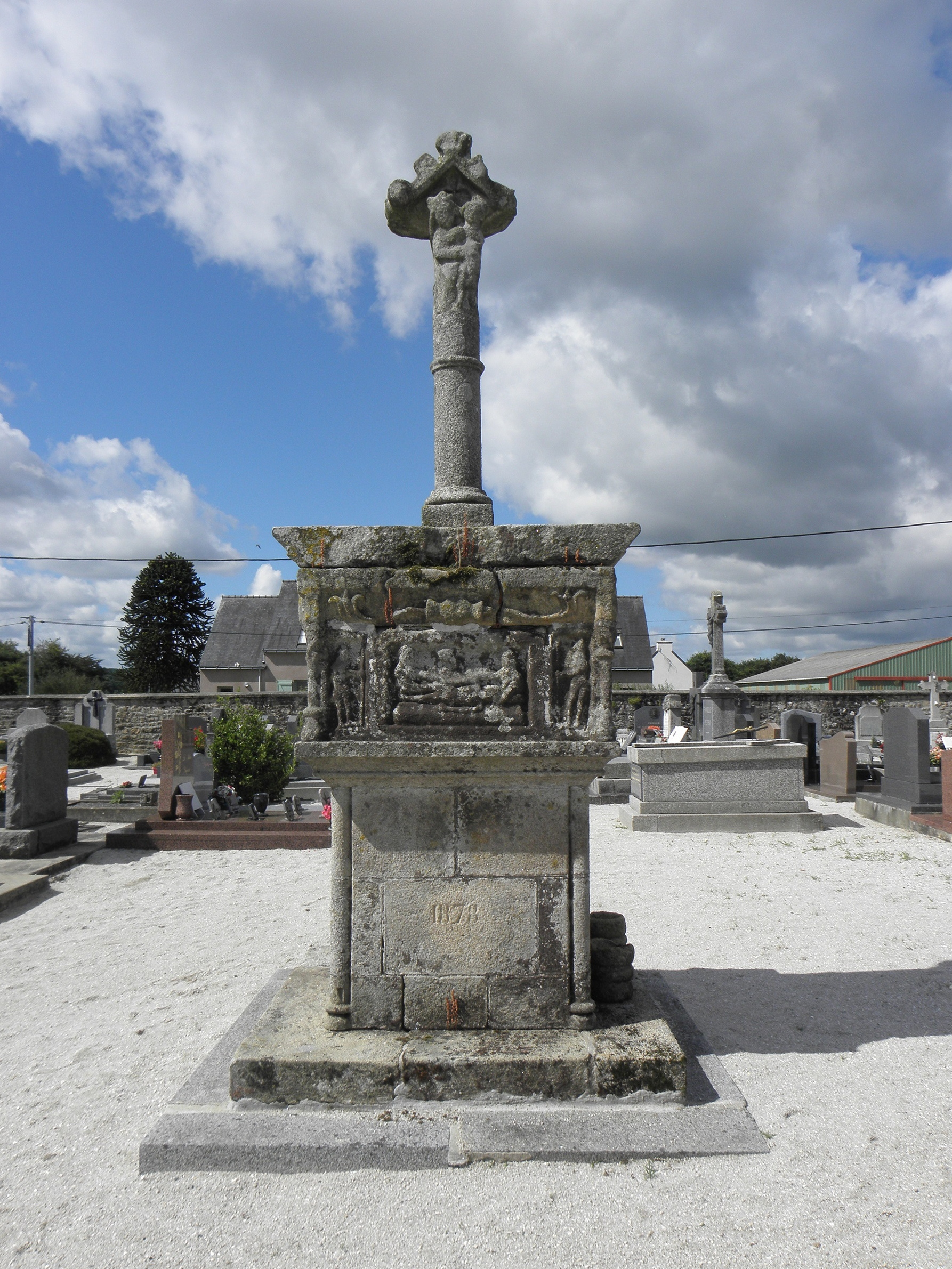
La Croix de cimetière de Kernascléden : vue d'ensemble.

### Patrimoine civil

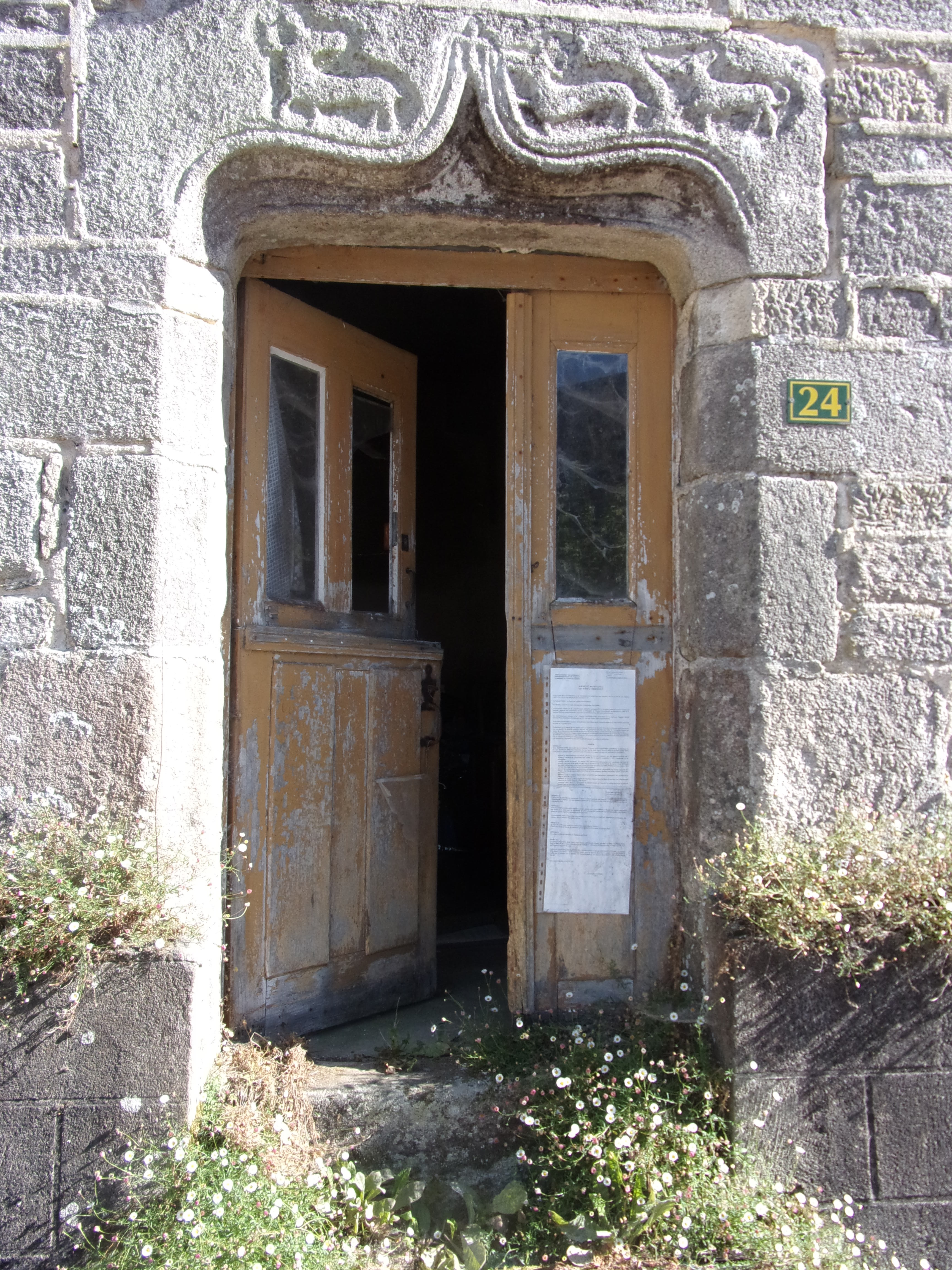
Porte au linteau sculpté de la maison aux trois cerfs.

- Maison aux trois cerfs. L'édifice, situé dans la rue de Rohan, près de l'église, est remarquable, notamment par la sculpture des trois cerfs qui surmonte l'accolade du linteau de porte. Cette maison abritait autrefois un tribunal de basse justice. Le bâtiment est laissé à l'abandon par son actuel propriétaire et fait l'objet d'une procédure de mise en péril[57].
- Hameau de Manéglau.
- Maison de la chauve-souris, ouverte en octobre 2006. Ce projet initié par l’association Amikiro (association de défense de l'environnement) et porté par Roi Morvan Communauté qui est propriétaire des locaux, est né suite de la découverte puis du suivi des effectifs d'une colonie de chauve-souris qui gîte depuis les années 1980 dans les combles de l'église de Kernascléden. Des gîtes de nurserie et d'hivernation abritent 16 des 21 espèces recensées dans la région, dont une colonie de Grand rhinolophes. C'est pour cette raison que l'unique musée consacré entièrement aux chiroptères en France a vu le jour dans le bourg[58],[59].

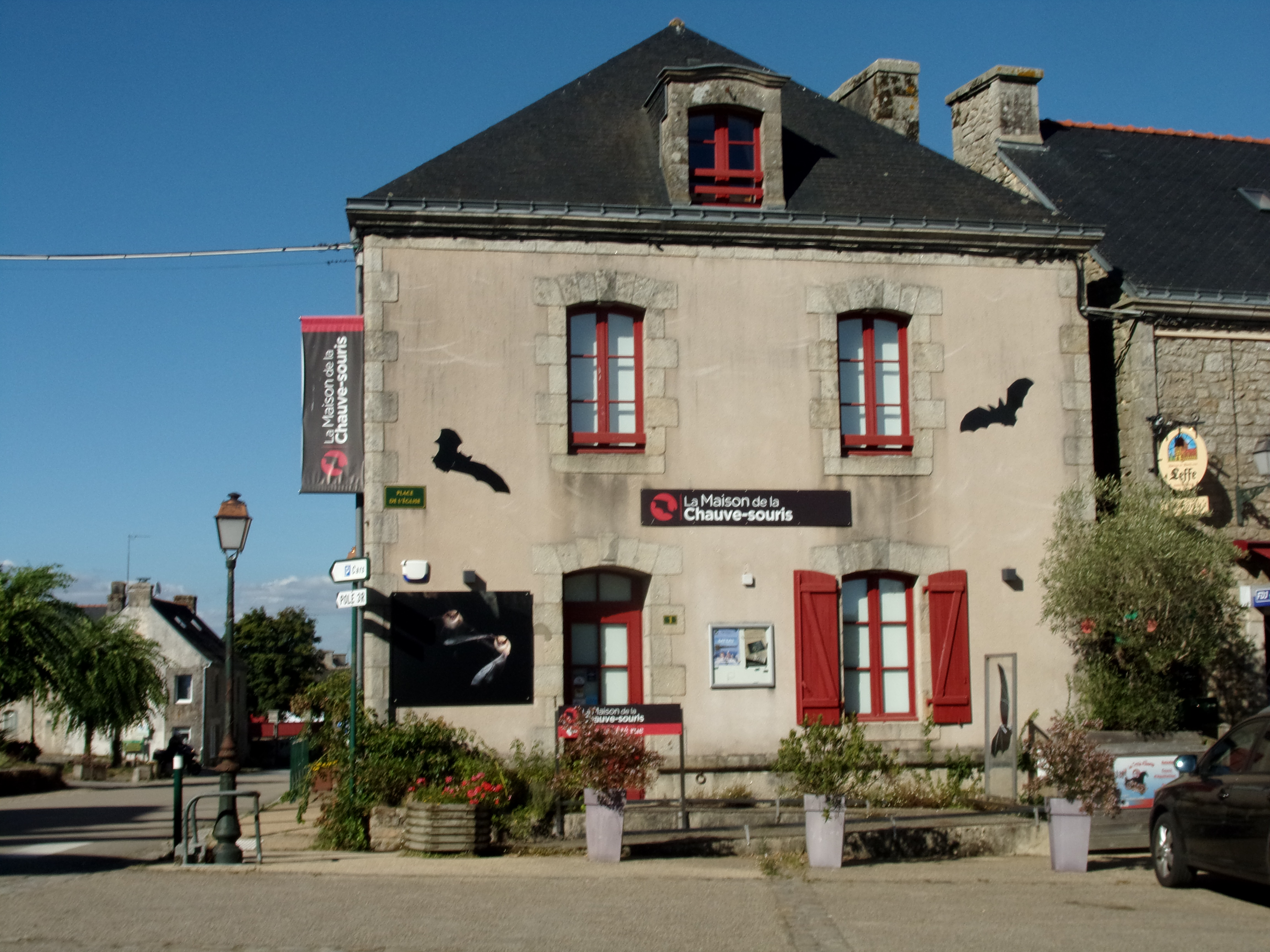
La maison de la chauve-souris dans le centre-bourg.

## Personnalités liées à la commune
- Pierre Quinio, maire de Quéven (1974-1980).